# Bonyunia spectabilis
Bonyunia spectabilis är en tvåhjärtbladig växtart som beskrevs av Jason Randall Grant. Bonyunia spectabilis ingår i släktet Bonyunia och familjen Loganiaceae. Inga underarter finns listade i Catalogue of Life.